# Bahnstrecke Watford High Street–Croxley Green

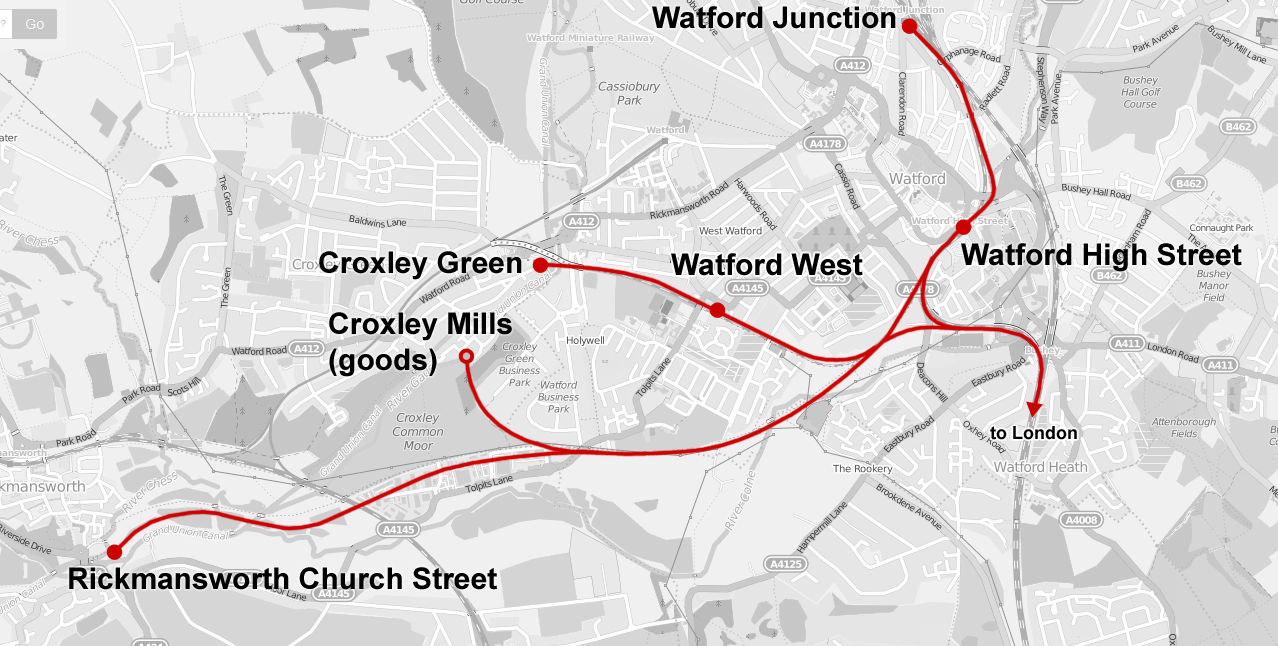
Streckenverlauf, einer modernen Landkarte überlagert

Die Bahnstrecke Watford High Street–Croxley Green war eine Eisenbahnstrecke in der Grafschaft Hertfordshire. Große Teile ihrer Trasse sollen im Rahmen des Projekts Croxley Rail Link für eine neue Verbindung zwischen Watford und Croxley verwendet werden.

## Geschichte
1862 wurde die Bahnstrecke Watford Junction–Rickmansworth Church Street durch die kurzlebige (1862–1881) Watford and Rickmansworth Railway Company (W&RR) eröffnet. Sie ging 1881 an die London and North Western Railway (LNWR) über. Als Anfang des 20. Jahrhunderts die Metropolitan Railway Company im Nordwesten Londons stark expandierte, versuchte die LNWR, gegen die daraus erwachsende Konkurrenz anzukämpfen, und begann 1908 den Bau einer Zweigstrecke vom Bahnhof Watford High Street nach Croxley Green. Dies erforderte den Bau einer Brücke über den Grand Union Canal. Der Personenverkehr auf der neuen Strecke wurde am 15. Juni 1912 aufgenommen, der Güterverkehr am 1. Oktober 1912.
Ein Jahr später baute die LNWR eine Verbindung von Watford High Street über den Fluss Colne nach Bushey & Oxhey mit einer Verbindungsstrecke nach Süden in Richtung Rickmansworth. Dieses neue Gleisdreieck verband nicht nur die frühere W&RR-Strecke und die New Line der LNWR, sondern ermöglichte erstmals auch direkte Reisen von Croxley Green nach London Euston. Die ländlich anmutende Umgebung der Endstation Croxley Green unterstrich den Werbespruch der LNWR „Live in the Country“.
Zunächst wurde die Strecke mit Dampf betrieben, darunter auch mit sogenannten railmotors, einer Art Triebwagen. Am 30. Oktober 1922 wurde der elektrische Betrieb mit Stromschiene aufgenommen. Damals verkehrten werktags 25 Zugpaare auf der Strecke. 1925 wurde auch der Betrieb am Sonntagen aufgenommen, in den 1940er Jahren aber zusammen mit den Abendzügen wieder eingestellt. Obwohl der Beeching-Report 1966 die Schließung der Strecke vorsah, wurde der Betrieb nach einem Veto der Verkehrsministerin Barbara Castle aufrechterhalten, wenn auch zuletzt nur in Spitzenzeiten. 1988 wurde noch einmal versucht, die Strecke zu beleben, indem sie zweimal stündlich bedient wurde. Das machte den Ersatz des baufälligen Bahnsteigs in Croxley Green notwendig. Ab Januar 1990 verkehrte nur noch ein Zugpaar am Morgen, das Watford gegen 7:00 verließ.
Der Personenverkehr auf dem Abschnitt der Stammstrecke von Watford Junction nach Rickmansworth Church Street wurde bereits 1952 von BR eingestellt.
Als 1996 eine neue Straße die Strecke nach Croxley Green unterbrach, wurde der Betrieb zunächst zeitweilig, 2001 dann endgültig eingestellt. Die Züge wurden zunächst durch Busse, zuletzt durch Taxifahrten ersetzt. Jedoch war es noch 2004/2005 möglich, Fahrkarten nach Watford West zu lösen.

### Watford High Street

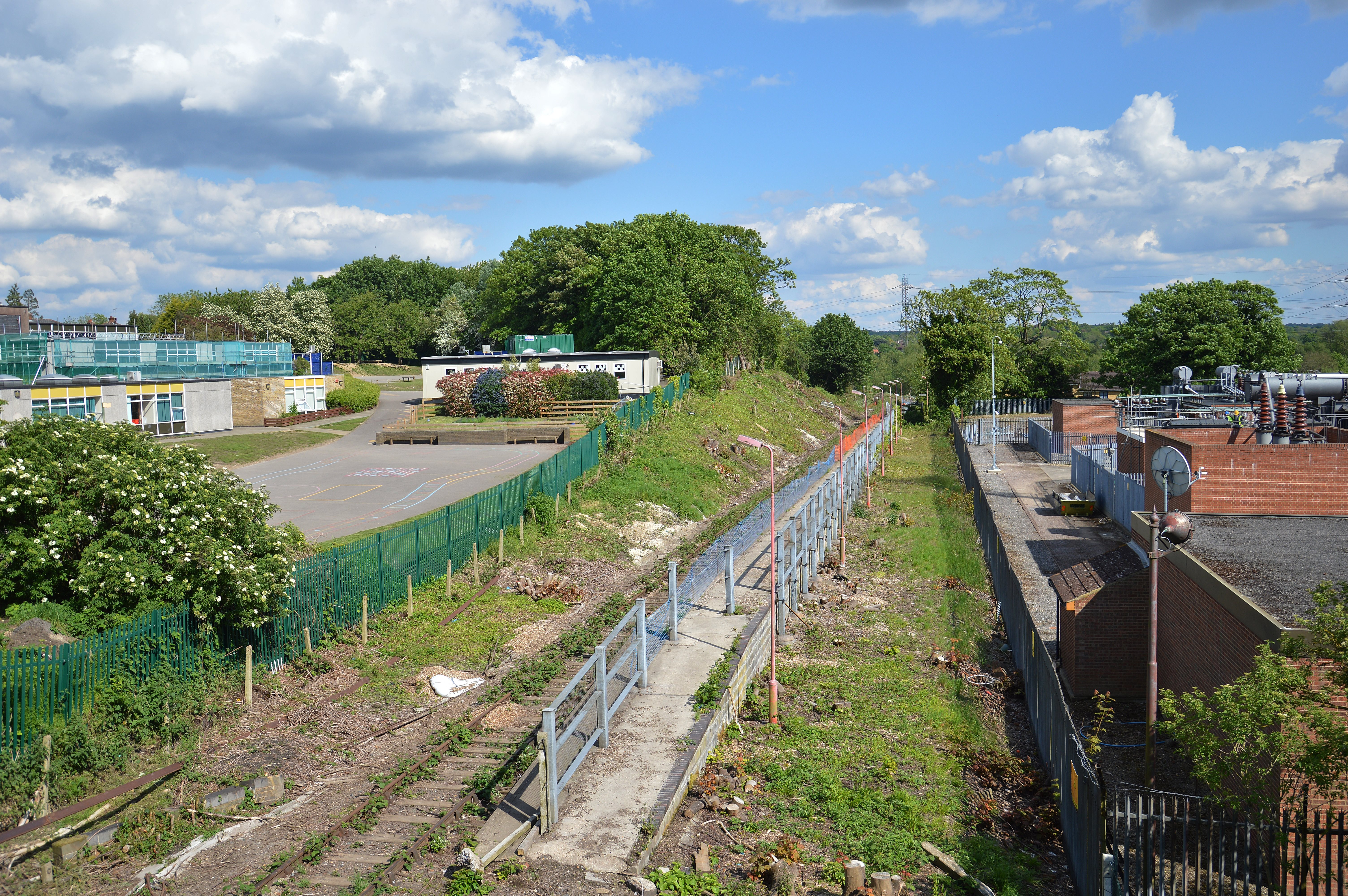
Watford Stadium Halt, Zustand Mai 2014

## Betriebsstellen

### Watford Stadium
⊙
Erst 70 Jahre nach Eröffnung dieser Strecke wurde 1982 der Haltepunkt Watford Stadium eingerichtet, um des Zuschauerandranges bei Fußballspielen Herr zu werden und die Fans von Heim- und Auswärtsmannschaft zu trennen. Bis dahin hatten Besucher der Spiele in Vicarage Road die Bahnstationen in Watford High Street oder Watford Junction benutzt.
Zu den Kosten für den Bau der Station trugen der Football Trust 50.000 GPB, Watford Borough Council 80.000 GBP, Watford F.C. 50.000 GPB und British Rail die verbleibenden 200.000 GBP bei. Watford Stadium Halt wurde am 4. Dezember 1982 durch den Rockmusiker und Vorsitzenden des Watford Football Club Elton John und den Vorsitzenden des Football Trust Lord Aberdare eröffnet.
Zum Zeitpunkt der Betriebseinstellung 1996 war Watford Stadium Halt schon einige Jahre lang nicht benutzt worden (wahrscheinlich wegen des nachlassenden Erfolgs des Fußballvereins), wurde aber nicht demontiert, und der Bahnsteig blieb erhalten.

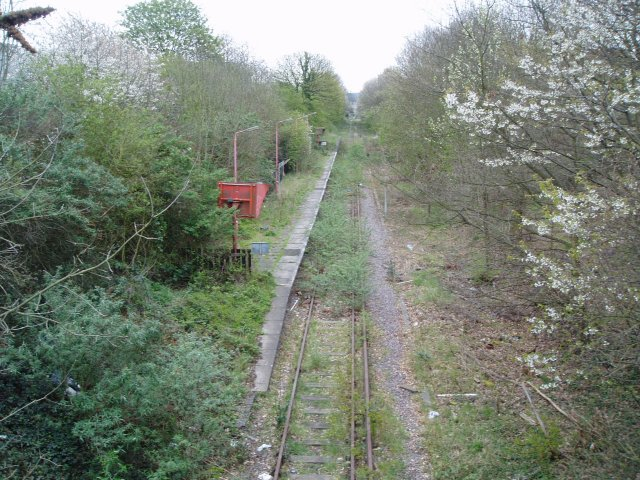
Watford West, Zustand 2005

### Watford West
Diese Station wurde 1913 als Hagden Halt eröffnet, aber bald danach umbenannt. Ab November 1914 war der Haltepunkt für die Dauer des Ersten Weltkriegs geschlossen. Auch hier blieben nach Schließung der Strecke die Einrichtungen des Haltepunkts erhalten.
Bei Errichtung des Croxley Rail Link soll dieser Haltepunkt nicht wiedereröffnet werden. Stattdessen soll eine neue Zugangsstelle in Watford Vicarage Road entstehen, die sowohl der Siedlung als auch dem Zugang zum Fußballstadion dienen soll.

### Croxley Green

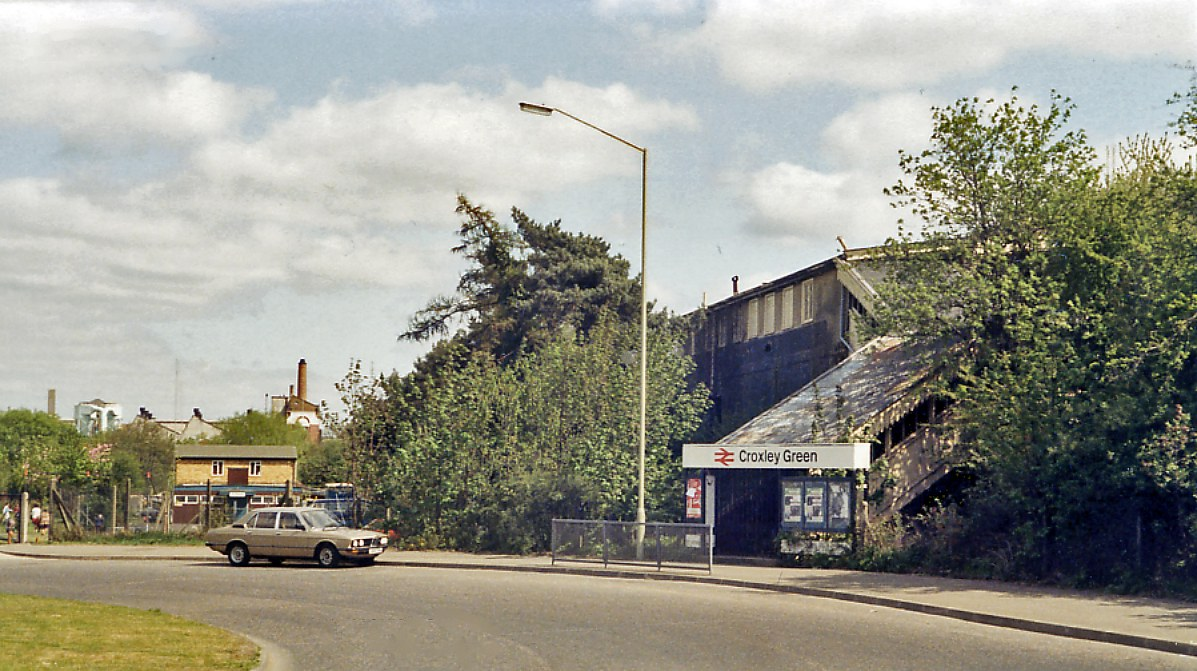
Bahnhof Croxley Green, 1984

Empfangsgebäude und Bahnsteig des gleichzeitig mit der Strecke eröffneten Endbahnhofs Croxley Green brannten im März 1913 nieder, man verdächtigte Suffragetten der Brandstiftung. British Rail bediente den Bahnhof bis 1996. Sieben Jahre vor der Schließung wurde er umgebaut, wobei der ursprüngliche Bahnsteig durch einen hölzernen auf der gegenüberliegenden Seite des Gleises ersetzt wurde. Bei Betriebseinstellung im März 1996 blieb die Einrichtung der Station einschließlich der Laternenmasten und des Bahnsteigs an Ort und Stelle. Um 2005 wurde der verfallene hölzerne Bahnsteig entfernt, aber mehr als 15 Jahre nach Betriebseinstellung waren Laternenmasten und Hinweisschilder noch vorhanden.
Ein Teil des Bahndamms östlich der Brücke über den Grand Union Canal wurde entfernt, um Platz für die neue Streckenführung der Ascot Road zu schaffen. Dies sollte den Verkehrsfluss zum nahegelegenen Gewerbegebiet verbessern. Seitdem ist die Endstation vom Rest der Strecke getrennt.
Beim Neubau des Croxley Rail Link wird dieser Bahnhof nicht wiedererrichtet werden, da die neue Strecke nördlich davon verlaufen und erst östlich des Kanals und des Flusses Gade auf die alte Trasse treffen soll. Stattdessen soll eine neue Station Cassiobridge wenige Meter nördlich errichtet werden.